# A Bridge Too Far (film)
A Bridge Too Far (Nederlandse titel Een brug te ver) is een Amerikaanse oorlogsfilm uit 1977, geregisseerd door Richard Attenborough. Het is de verfilming van het gelijknamige boek van Cornelius Ryan uit 1974. De hoofdrollen waren voor Dirk Bogarde, James Caan, Michael Caine, Sean Connery, Edward Fox, Elliott Gould, Gene Hackman, Anthony Hopkins, Hardy Krüger, Laurence Olivier, Ryan O'Neal, Robert Redford, Maximilian Schell en Liv Ullmann. In juni 1977 beleefde de film in Amsterdam zijn première.
De film bracht wereldwijd 50.750.000 dollar op, bijna twee keer zo veel als de productie had gekost.

## Verhaal
Boek en film gaan over Operatie Market Garden en met name om de Slag om Arnhem in de Tweede Wereldoorlog, waarmee een begin werd gemaakt met de bevrijding van Nederland boven de rivieren. De titel verwijst naar een uitspraak van de Britse luitenant-generaal Frederick Browning.
Tijdens de voorbereidingen van Operatie Market Garden zei hij desgevraagd tegen veldmaarschalk Bernard Montgomery dat zijn troepen de brug over de Rijn bij Arnhem wel vier dagen zouden kunnen vasthouden. Hij voegde daaraan toe: "But, Sir, I think we might be going a bridge too far" ("Maar ik denk dat we misschien wel een brug te ver gaan").
De film begint met een terugblik op de zes jaar durende oorlog en de gebeurtenissen die zich daarin hebben afgespeeld. De landing in Normandië heeft inmiddels al enige tijd geleden plaatsgevonden, en de geallieerden hebben te maken met een tekortschietende logistiek, wat hen hindert in de verdere bevrijding van Europa. Opperbevelhebber van de geallieerden Dwight D. Eisenhower heeft moeten kiezen tussen generaal Patton (Verenigde Staten) en veldmaarschalk Montgomery (Verenigd Koninkrijk), die beiden een plan hadden klaarliggen om de oorlog snel te beëindigen. Onder politieke druk heeft Eisenhower uiteindelijk gekozen voor het plan van Montgomery, operatie Market Garden.
In september 1944 boeken de geallieerden vooruitgang, maar ze pauzeren in België. Een Nederlands gezin merkt op dat de Duitsers zich terugtrekken richting hun vaderland en ze verwachten spoedig een inval van de geallieerden. De Duitse veldmaarschalk Gerd von Rundstedt komt in Nederland aan en ontdekt dat hij daar nog weinig manschappen of uitrusting tot zijn beschikking heeft. Een Nederlandse jongen houdt de evacuatie van de Duitse troepen in zijn woonplaats nauwlettend in de gaten, en zijn vader geeft deze informatie later door aan het Nederlandse verzet.

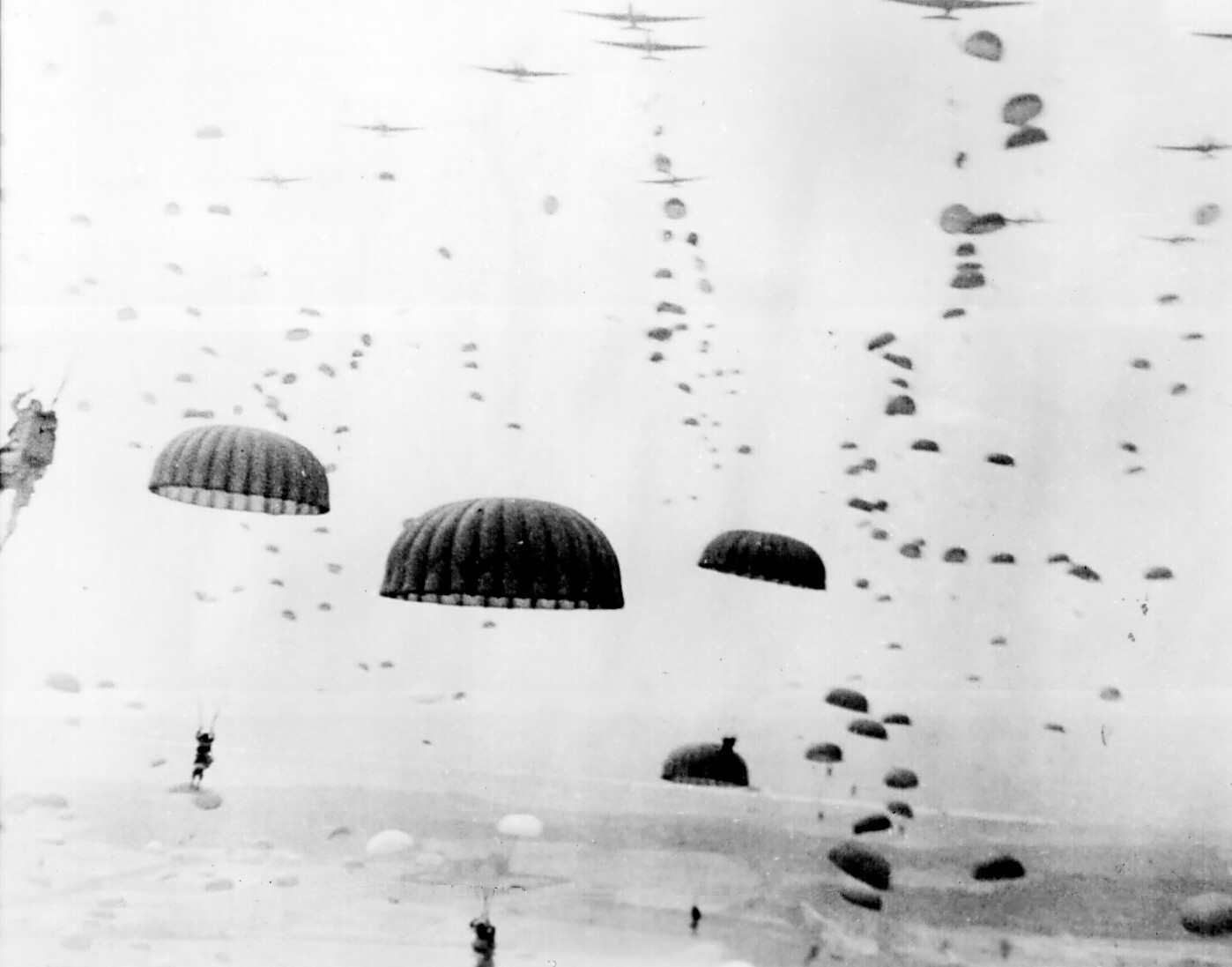
Parachute-dropping

Operatie Market Garden voorziet in 35.000 soldaten die vanaf vliegvelden in Engeland over een afstand van zo'n 480 kilometer worden aangevoerd en ongeveer 100 kilometer achter de vijandige linies zullen worden gedropt om vervolgens de belangrijkste bruggen te veroveren; op die manier wordt een 'tapijt' gecreëerd waarover de geallieerde grondtroepen zullen oprukken. De brug in Arnhem, die uiteindelijk 'te ver' zal blijken te zijn, overbrugt de Rijn, en de verovering ervan geeft de geallieerden de mogelijkheid, om de Duitse verdedigingslinies heen Duitsland binnen te trekken.
Bij een bespreking van het plan blijft de Poolse generaal Sosabowski bedenkelijk stil, waarna hij zijn diepe twijfels uitspreekt over de werking van operatie Market Garden. Zijn mening is een van de twee die terzijde worden gelegd, maar een nederlaag voorspellen. En die voorspelling blijkt juist te zijn. Het Amerikaanse bevel maakt zich zorgen om het droppen van luchtlandingstroepen tijdens daglicht, maar men merkt op dat het "geen periode van volle maan is", waardoor een drop in de nacht te moeilijk zou zijn.
De Nederlandse jongen weet met een smoesje een Duitse soldaat te passeren en ziet dan de standaard van de Duitse veldmaarschalk Walter Model op een auto bij het hoofdkwartier van de Duitse troepen. Hij meldt dit aan zijn vader, die dit doorgeeft aan het verzet.
De Britse officier die de briefing voor de luchtlanding verzorgt, merkt op dat er te weinig transporttoestellen zijn om alle troepen in een keer over te zetten en dat gebieden nabij de brug te gevaarlijk zijn om op te landen; ze zijn te zacht, of de terugvliegende transporttoestellen zouden binnen het bereik van de FLAK op de Duitse vliegbasis Deelen komen. Daarom is gekozen voor een vlakke heide, op bijna acht mijl van de brug. Generaal Sosabowski loopt hierop naar de Britse officier om diens insigne te inspecteren en zegt dan: "Just making sure whose side you're on." ("Ik wilde alleen maar even kijken aan wiens kant u staat.") waarmee hij wil aangeven dat het plan zo gevaarlijk is, dat alleen de vijand zoiets zou kunnen bedenken.
De Britse verbindingsdienst vreest dat de radiosets waarschijnlijk niet de acht mijl tussen het landingsgebied en de brug bij Arnhem kunnen overbruggen. Net als anderen die zo hun twijfels over de missie hebben, wil het hoofd van de dienst geen roet in het eten gooien en meldt hij zijn twijfels niet bij de bevelhebbers.
De jonge Britse inlichtingenofficier majoor Fuller vraagt generaal Browning toestemming om de landingszone van de parachutisten nog eens nader te laten onderzoeken. Uit een fotoverkenning blijkt dan dat aan de rand van het gebied Duitse tanks staan verscholen. Browning toont zich niet onder de indruk, wuift de door Fuller getoonde foto's weg, en stelt botweg dat de tanks wel niet inzetbaar zullen zijn. Ook negeert hij de rapporten van het Nederlandse verzet. Hij is vastbesloten de operatie te laten doorgaan en laat Fuller door een arts met ziekteverlof sturen onder het voorwendsel dat Fuller rust nodig heeft.

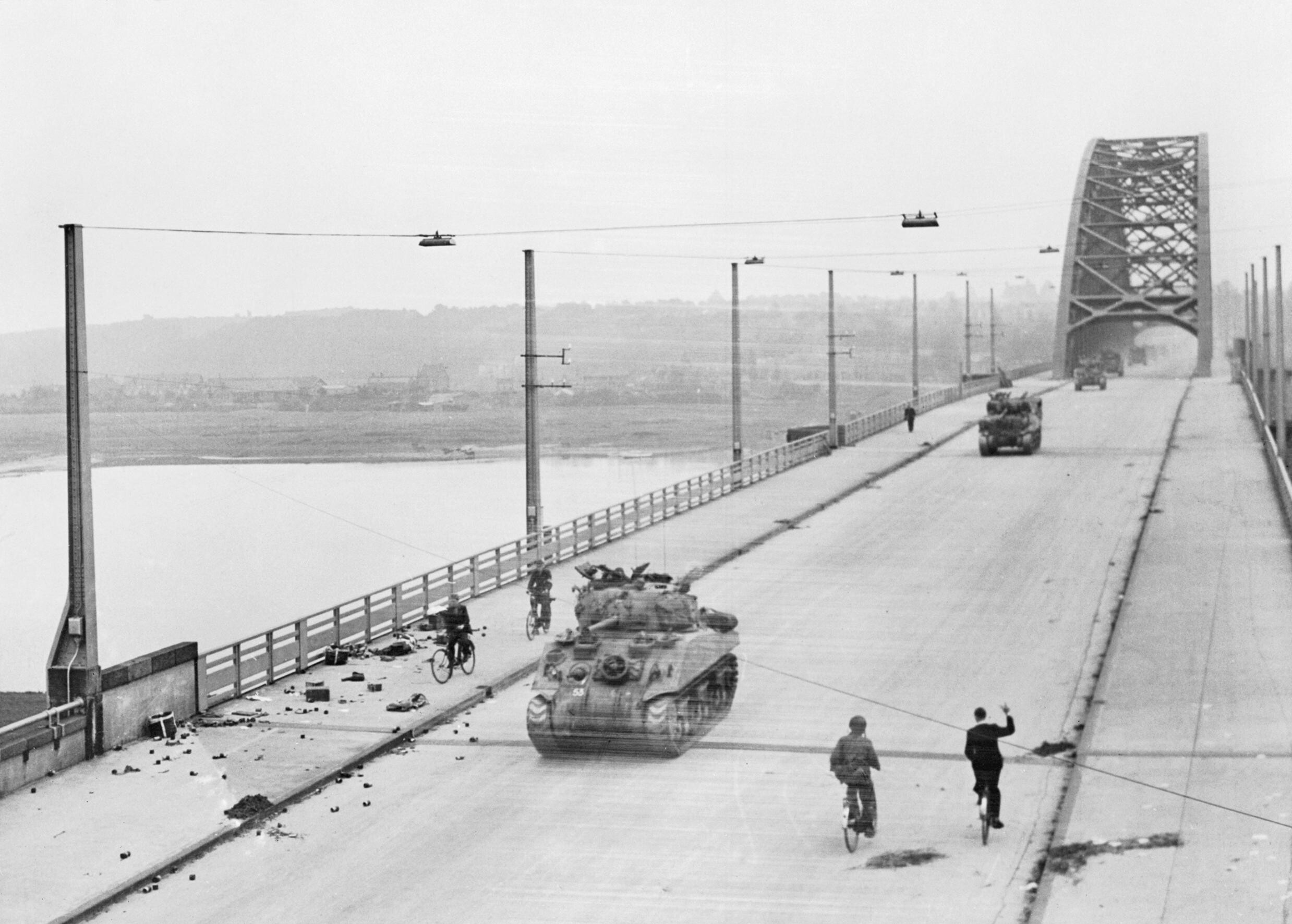
Tanks van het Britse 30e Legerkorps rijden over de brug bij Nijmegen na de inname daarvan.

Tijdens de bijeenkomst van de grondtroepen (Britse 30e Legerkorps) in Leopoldsburg legt generaal Horrocks het hele plan uit. De luchtlandingstroepen zullen de bruggen veroveren en behouden totdat de grondtroepen zijn gearriveerd. Snelheid is van vitaal belang. De Rijnbrug bij Arnhem moet binnen twee tot drie dagen zijn bereikt. Het is de cruciale brug, de laatste mogelijkheid om de Duitse linies te omtrekken en de enige kans voor de geallieerden om de oorlog voor kerstmis te beëindigen. Een van de risicofactoren is echter dat de weg die de bruggen verbindt, een eenbaansweg is.
Het innemen van de bruggen door de luchtlandingstroepen verloopt echter niet volgens plan, en de grondtroepen krijgen al vanaf het begin te maken met Duitse tegenstand, waardoor hun tijdschema moeilijk vast te houden is. Ze lopen ook vertraging op vanwege de smalle weg waarover alle voertuigen moeten rijden. Een brug nabij Eindhoven wordt door de Duitsers opgeblazen en het duurt ruim een dag voordat een noodbrug is aangelegd. In Nijmegen moet een deel van de 82nd Airborne Division de Waal oversteken met ondeugdelijke boten die zijn gemaakt van hout en doek. Britse luchtlandingstroepen die op de heide bij Arnhem zijn geland weten ondanks het verlies van hun jeeps de stad binnen te trekken en posities te veroveren, waaronder een positie bij de brug. Doordat de communicatieapparatuur met verkeerde kristallen is geleverd kunnen ze geen radiocontact onderhouden, en als generaal-majoor Roy Urquhart dan maar zelf naar de brug optrekt raakt hij omsingeld en moet hij zich op een zolder in Arnhem verstoppen. Onder leiding van John Frost weten de Britten hun positie bij de brug te behouden. Maar ze worden geteisterd door voedsel-, medicijn- en munitietekorten, en de Duitsers beschikken over zwaardere wapens en grotere vuurkracht.
De Duitsers zijn na hun eerste paniek al snel van de schrik bekomen. Om de geallieerde opmars te belemmeren wil luitenant-generaal Wilhelm Bittrich de bruggen van Arnhem en Nijmegen opblazen, maar Walter Model zegt hem dat daar geen sprake van kan zijn; die bruggen zijn nodig voor de tegenaanval. Hij legt een verblufte Bittrich uit dat luchtlandingstroepen te weinig uitrusting hebben om zich lang te kunnen handhaven. Als ze de Britten in Arnhem kunnen vastpinnen zijn die verloren.
Het Britse 30e Legerkorps blijft naar het noorden oprukken, maar loopt door verschillende gebeurtenissen vertraging. Door slecht weer in Engeland kan de Poolse brigade niet vertrekken. Als die ten slotte toch bij Arnhem wordt gedropt blijkt de landingszone door de Duitsers te zijn veroverd. De Polen proberen vanuit het zuiden de Rijn over te steken, maar dat mislukt. Na negen dagen in Arnhem te hebben gevochten trekken de Britse luchtlandingstroepen zich terug over de Rijn. De gewonden dekken hun aftocht en worden door de Duitsers gevangengenomen.

## Rolverdeling
Hoofdrollen
| Acteur            | Personage                                                           |
| ----------------- | ------------------------------------------------------------------- |
| Dirk Bogarde      | Luitenant-generaal Frederick Browning                               |
| James Caan        | stafsergeant Eddie Dohun (de soldaat die de arts onder schot hield) |
| Michael Caine     | luitenant-kolonel J.O.E. Vandeleur                                  |
| Sean Connery      | generaal-majoor Roy Urquhart                                        |
| Edward Fox        | luitenant-generaal Brian Horrocks                                   |
| Elliott Gould     | kolonel Robert Stout                                                |
| Gene Hackman      | generaal-majoor Stanisław Sosabowski                                |
| Anthony Hopkins   | luitenant-kolonel John Frost                                        |
| Hardy Krüger      | generaal-majoor Ludwig                                              |
| Ryan O'Neal       | generaal-majoor James Gavin                                         |
| Laurence Olivier  | dr. Jan Spaander                                                    |
| Robert Redford    | majoor Julian Cook                                                  |
| Maximilian Schell | SS-Obergruppenführer Wilhelm Bittrich                               |
| Liv Ullmann       | Kate ter Horst                                                      |

## Prijzen en nominaties
A Bridge Too Far won in totaal zeven prijzen en werd vier keer genomineerd:
Prijzen
- BAFTA Film Award
  - Beste cinematografie: Geoffrey Unsworth
  - Beste muziek
  - Beste bijrol: Edward Fox
  - Anthony Asquith Award for Film Music: John Addison
- Best Cinematography Award: Geoffrey Unsworth
- Evening Standard British Film Award - Beste film: Richard Attenborough
- NSFC Award - Beste bijrol: Edward Fox

Nominaties
- BAFTA Film Award
  - Beste regie: Richard Attenborough
  - Beste bewerking: Antony Gibbs
  - Beste film
  - Beste productiedesign/artdirection: Terence Marsh

Op Rotten Tomatoes heeft de film een waardering van 63% "fresh", wat betekent dat van de filmcritici die de film bespraken, 63 procent de film waardeert.

## Achtergrond

### Productie
De film is gebaseerd op het gelijknamige boek van Cornelius Ryan dat in 1974 werd uitgebracht, dertig jaar na Operatie Market Garden. Het boek liet zich lezen als een filmscenario en werd meteen een bestseller; redenen voor Hollywood-producer Joseph E. Levine om de filmrechten te kopen. Levine reisde binnen een jaar naar Arnhem en kwam daar tot de conclusie dat van de oorspronkelijke situatie rond de Rijnbrug niets meer over was. Bij de IJssel in Deventer, zo'n 35 kilometer verderop, lag echter de gelijksoortige Wilhelminabrug, met een omgeving die zich gemakkelijk leende voor de productie van een film. Slechts één flatgebouw stond in de weg, maar het was mogelijk om op een grote parkeerplaats langs het talud van de brug de Arnhemse villa's na te bouwen waar majoor John Frost in 1944 met zijn manschappen vier dagen standhield. De halfgesloopte wijk Noordenbergkwartier zag er uit alsof er een oorlog had gewoed, en was daardoor geschikt als decor voor de opnamen van straatgevechten. Vanwege de slechte economische situatie in de jaren zeventig stonden in Deventer op veel plaatsen gebouwen en fabriekshallen leeg. Die konden worden gebruikt als bouwplaats voor decorstukken en de opslag van andere filmattributen. Levine besloot in 1976 samen met regisseur Richard Attenborough dat Deventer de ideale filmlocatie was, en enkele dagen later berichtte The New York Times dat de film A Bridge Too Far zou worden opgenomen in "this sleepy Dutch town, with its brick church towers and arching iron bridge over the Ijssel River" (sic).
Met een budget van ongeveer 26 miljoen dollar zou het de duurste film tot dan toe worden. Om ervoor te zorgen dat de film veel bezoekers zou trekken, legde Levine een aantal filmsterren vast, waarbij geld geen rol leek te spelen. James Caan en Robert Redford ontvingen bijvoorbeeld elk een miljoen dollar voor een optreden van een kwartier. Levine realiseerde zich dat hij, om een zo groot mogelijk publiek te trekken, acteurs moest nemen uit verschillende landen. Uit het Verenigd Koninkrijk kwamen bijvoorbeeld Sean Connery, Anthony Hopkins en Dirk Bogarde, terwijl het Amerikaanse publiek zich moest kunnen identificeren met acteurs als Ryan O'Neal en James Caan. De Duitsers Maximilian Schell en Hardy Krüger, de Nederlander Peter Faber en de Noorse Liv Ullmann werden geacht publiek te trekken uit respectievelijk Duitsland, Nederland en de Scandinavische landen. Van de personen die meewerkten aan de film hadden dertien een Oscar gewonnen, onder wie zes acteurs. Vrijwel alle acteurs spreken in de film hun moedertaal, met uitzondering van Liv Ullmann en Lex van Delden die Engels spreken. Gene Hackman spreekt Engels hoewel hij de rol van de Poolse generaal-majoor Sosabowski speelt.
Voor de film waren duizenden figuranten nodig. Er was vooral behoefte aan jonge mannen die de tienduizenden soldaten konden vertegenwoordigen, maar ook was er vraag naar baby's, kinderen, volwassenen, ouderen en gehandicapten. In totaal stonden er ruim 3.200 mensen ingeschreven die per tien uur 68 gulden kregen; elk uur daarna kwam daar 10 gulden bij. Studenten die meededen konden op die manier wat extra geld verdienen. De opnamen begonnen op 26 april 1976 en duurden ongeveer een half jaar, tot in oktober. De belangstelling voor een bezoek aan Deventer nam hierna toe, waardoor de politie soms moest ingrijpen. Ook bezochten leden van het Koninklijk Huis geregeld de set, waaronder Pieter van Vollenhoven, Prins Claus en Prins Bernhard. Deventer heeft grote voordelen gehad van de filmopnamen: vermoedelijk hebben ze de stad 5 miljoen dollar opgebracht.
Naast Deventer werd er ook gefilmd in Zutphen. Daar werd de omgeving van het stadhuis en de Walburgiskerk gebruikt vanwege gelijkenis met het Arnhemse stadhuis en omgeving. Nabij Zutphen speelde Huize de Voorst een prominente rol als filmlocatie. Ook op een andere locatie aan de IJssel, Huis Rhederoord bij De Steeg, vonden filmopnamen plaats. Hier werd eerst een Duits hoofdkwartier uitgebeeld, en later het geallieerde hoofdkwartier. Een storm had kort daarvoor enkele grote bomen bij het huis ontworteld, en de grote wortelstronken gaven de filmset de bij een strijdtoneel passende uitstraling.

### Historische onjuistheden
Hoewel de film in grote lijnen (en vaak tot in detail) overeenkomt met de werkelijkheid, komen er enkele fictieve personages in voor en hebben sommige gebeurtenissen zich nooit afgespeeld.

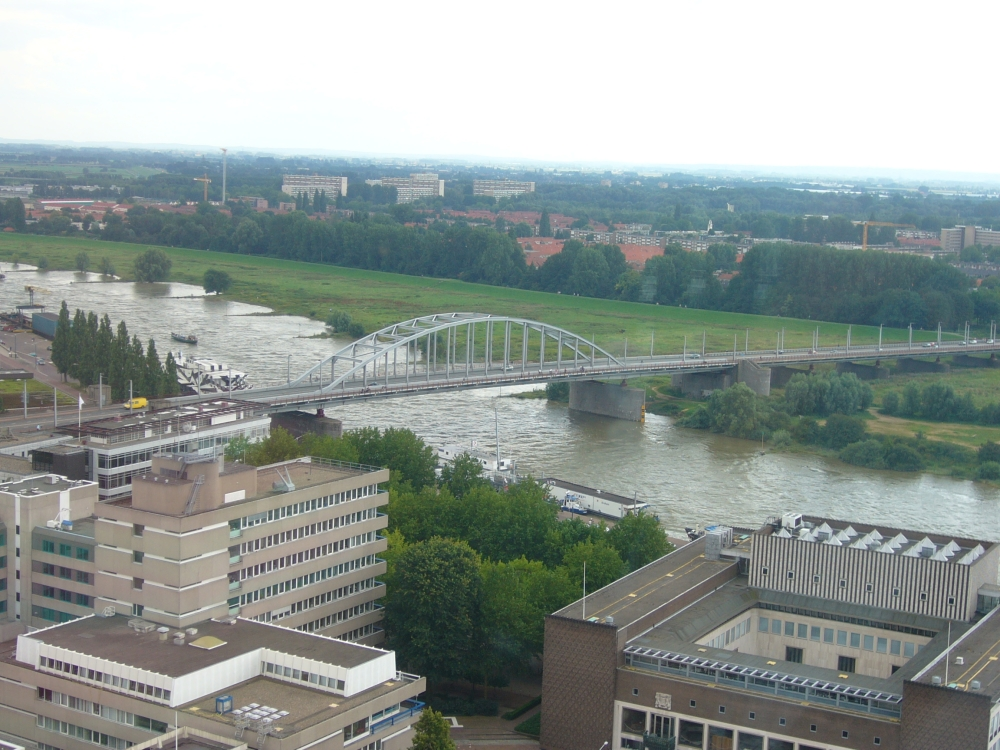
De brug in 2007

#### Personages
- Het personage kolonel Stout (gespeeld door Elliott Gould) was niet gebaseerd op een werkelijke deelnemer aan de Slag om Arnhem. Kolonel Stout was gebaseerd op kolonel (later luitenant-generaal) Robert Sink
- De Nederlandse dokter Jan Spaander (gespeeld door Laurence Olivier) was ook een speciaal voor de film gecreëerd personage. Onduidelijk is op wie dit personage gebaseerd is.

#### Gebeurtenissen
- De gebeurtenis waarbij een Britse parachutist omkomt terwijl hij probeert om een cilindervormige container met rode baretten te bergen, is slechts gedeeltelijk waarheidsgetrouw. In werkelijkheid overleefde de parachutist.[14]
- Als de Duitsers proberen de Britten in Arnhem aan te vallen met een losse Tiger II-tank, doen ze dit komende vanuit het zuidelijke gedeelte van de brug. In werkelijkheid vonden na de mislukte aanval van SS-Hauptsturmführer Paul Gräbner geen gewapende aanvallen meer plaats vanuit die richting.
- De aankomst van generaal Horrocks in het Belgische Leopoldsburg,[15] waar hij de troepen zal toespreken, is verfilmd op de Brink te Deventer. Men was echter vergeten het Nederlandse hofleveranciersbord bij Bussink Koek te verwijderen.[bron?]

#### Attributen
- De parachutes zijn van het pas in de jaren zestig gebruikte XP-type.[16]
- Tijdens het vrijmaken van de doorgang naar het noorden, duwt een Britse tank een kapotte M24 Chaffee van de weg. In die tijd gebruikten de geallieerden echter geen M24's. Deze tank werd alleen beperkt gebruikt door Amerikaanse legergroepen tijdens de Slag om de Ardennen.
- Voor de Duitse Panther-tanks in de film zijn omgebouwde Leopard 1-gevechttanks gebruikt.

#### Locaties

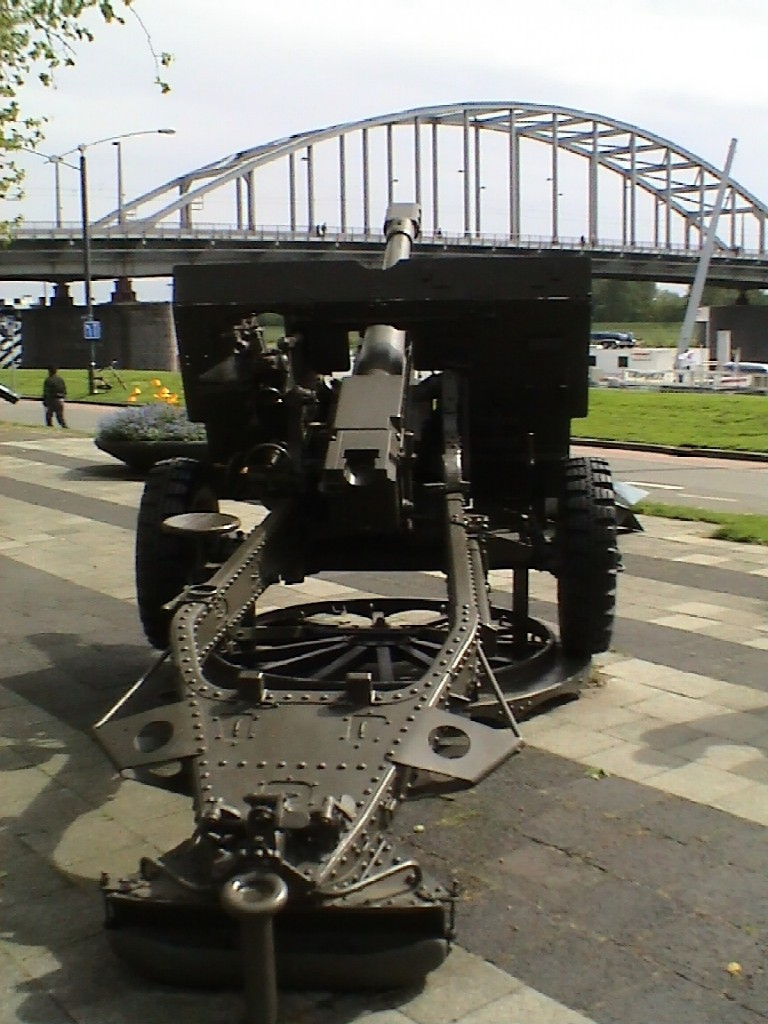
Monument bij de John Frostbrug

- Als decor voor de Arnhemse brug fungeerde de Wilhelminabrug in Deventer
- Een grote locatiemisser zit aan het eind van de film wanneer de geallieerde officieren op de kerktoren van de Stevenskerk te Nijmegen mijmeren over waar het fout is gegaan. Ze staan echter op de Deventer Lebuinustoren, die in de rest van de film juist de Arnhemse Eusebiustoren voorstelt.
- In een aantal scènes die zijn opgenomen in Nijmegen, is de Sint Stevenskerk intact. Deze was echter gedeeltelijk verwoest na een bombardement door de Amerikanen op 22 februari 1944.
- De Waaloversteek vond plaats ten westen van Nijmegen. In de film is gekozen voor een locatie ten oosten van Nijmegen, vlak bij Lent. Hierdoor kon gewerkt worden met een "skyline-loze" overkant. In de uiterwaarden van de IJssel nabij Olst was een zwembad gebouwd met opstaande rand. Hier werd een gedeelte van de Waaloversteek gefilmd. Het zwembad maakte het filmen met een onbegrensd ruimtelijk effect mogelijk.
- Landgoed Het Schol bij Twello was meer dan een enkele locatie. Het was zowel hoofdkwartier van Duitsers (veldmaarschalk Model) als geallieerden en is ook de plaats waar de film eindigt.
- Het stadhuis van Zutphen en omgeving werd gebruikt als hoofdkwartier van het Duitse opperbevel, waar Von Rundtstedt, Model en andere hoge Duitse bevelhebbers de situatie van de Duitse defensie bespreken.
- In het stadje Bronckhorst in Gelderland werd een huis voor dokter Spaander en Kate ter Horst nagebouwd, plus een replicakerk op ware grootte. De achterkant bestond uit steigerbuizen.[bron?]
- De verfilming van de episode rondom James Caan (Sgt. Eddie Dohun) vond plaats in de gemeente Hellendoorn bij de Palthetoren (Sprengenberg).
- Landgoed Huis de Voorst in Eefde, Gelderland, diende in meerdere scènes als filmlocatie.[17]

## Wetenswaardigheden
- Inhakend op het succes van de film nam de Zangeres Zonder Naam het nummer Een brug te ver op.
- De uitdrukking Dat is een brug te ver (dat is te hoog gegrepen) is een staande uitdrukking geworden.
- SBV Vitesse gebruikt Geen brug te ver of No bridge too far als motto.